# 勝山城 (長門国)
勝山城（かつやまじょう）は、山口県下関市の勝山にあった日本の城（山城）。且山城とも表記される。幕末、長府藩が勝山山麓に築いた長府藩主居館は勝山御殿と呼ばれ、御殿と称しているが事実上の城郭として扱われる。2019年（平成31年）2月26日付で国の史跡「勝山御殿跡」となった。

## 概要

### 勝山城
勝山の山頂に築かれた連郭式の山城。築城年代は不明だが、永和4年（1378年）に大内氏家臣の永富嗣光が築城したとも言われる。
大永元年（1521年）に、九州に対する備えとして守護大名大内氏の重臣内藤興盛が入るが、大永7年（1527年）に、近接する青山城の城主高森正倫との間に諍いが起きる。高森氏は津原膳勝や津田興輝らの加勢を得て12,000の軍勢で且山城を取り囲むも、内藤氏には大内氏が加勢して35,000の軍となった。逆襲に転じた内藤勢は、青山を攻め落とした（勝山青山の戦い、青山くずれ）。
天文24年（1555年）の厳島の戦いで勝利した毛利元就による周防・長門への侵攻（防長経略）により、弘治3年（1557年）3月に大内義長は本拠地である山口高嶺城を捨てて西走し、内藤隆世と共にこの城に籠城して毛利軍と戦った。要害であった勝山城を包囲した元就が隆世の自刃とひきかえに義長の脱出を認め､あわせて降伏をすすめた。その後義長は、勝山城を出て長福寺（功山寺）に入ったが、福原貞俊は約束をたがえてこれを包囲したため義長も自害している。

標高400メートルの勝山を利用した天然の要害である。頂部尾根上に十数段の郭があるほか、山麓にも郭状の施設がある。

### 勝山御殿

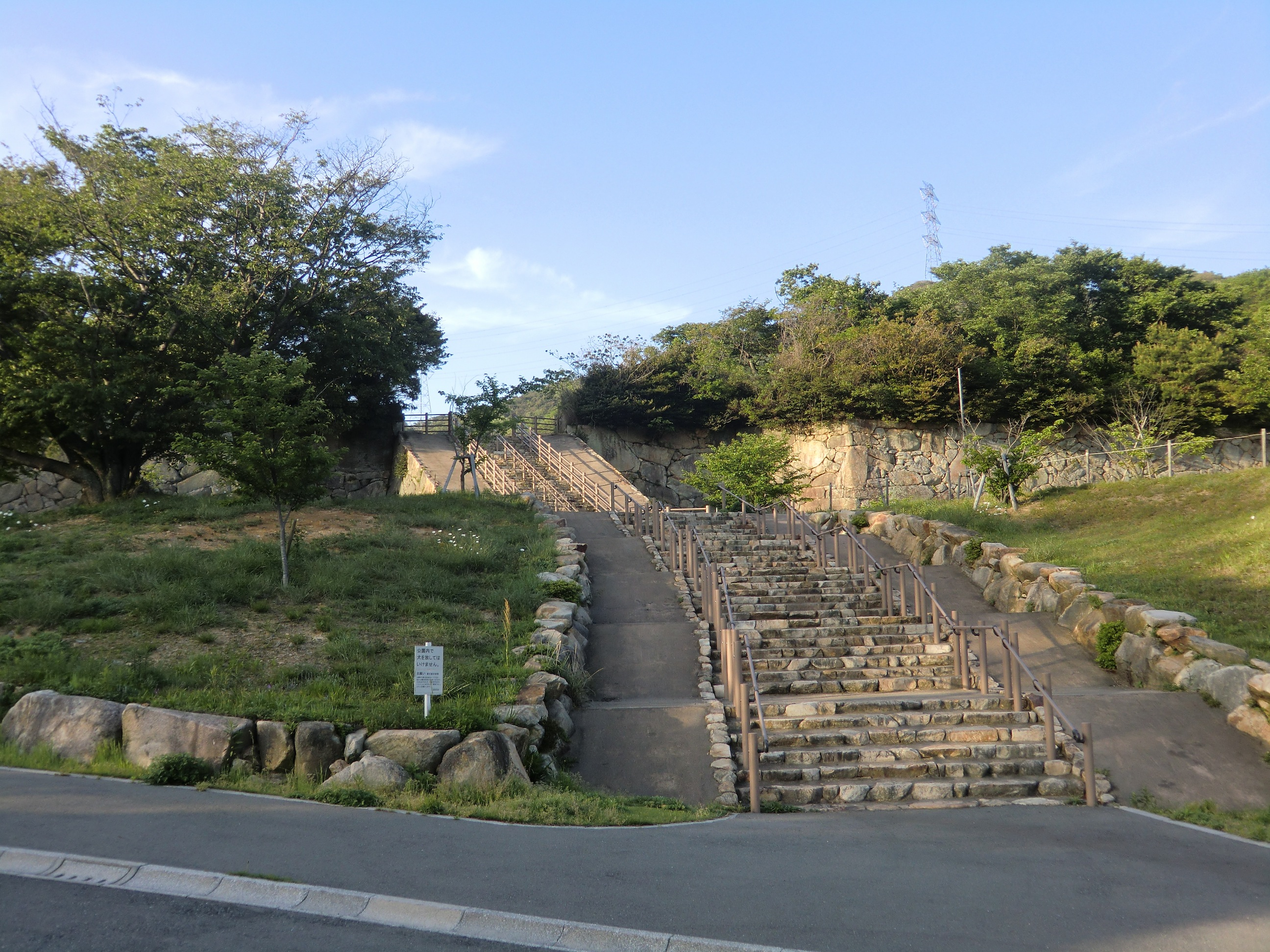
勝山御殿跡（勝山地区公園）

幕末期に、勝山の山麓に築かれた長州藩支藩の長府藩主の居館。
文久3年（1863年）5月から、長州藩は関門海峡を通過する外国船への砲撃を開始したが、その後6月にフランス軍艦の報復攻撃を受けた（下関戦争）。それまでの長府藩邸（櫛崎城）は関門海峡に近接した海岸沿いの場所にあったが、情勢が緊迫する中、藩主毛利元周が藩邸を内陸に移すことを決定した。同年6月28日から翌年にかけて行われた突貫工事により、勝山山麓に勝山御殿  を築いた。工事には長府藩領内の男女が総動員された。文久3年（1864年）2月1日には、長府藩主（のち知藩事）の居城となったが、明治に入って知藩事が長府に再移住したのち、暫くは豊浦藩庁（廃藩置県後は豊浦県庁）とされた後、明治6年（1873年）に解体された。解体の際、建材の一部は移築され、長府の覚苑寺の庫裏・客殿となった。なお、本丸の石垣は良好な状態で現存していた。
勝山御殿は、勝山と四王司山の南麓に位置する谷間に築かれており、山々を背にする北側に本丸を構え、南側に向かって二の丸と三の丸が造られた連郭式の構造となっている。本丸はさらに南北で二段の区画に分けられており、藩主の家族が住む北部（最奥部）が"奥の院"、南部が藩主が公務などを行う"表"とされており、本丸奥と表の間は石垣と水堀で分けられていたが、渡り廊下が繋がれていた。城郭の構造は「勝山御殿指図」（住吉神社所蔵）に記されていたが、近年のさらなる発掘調査により埋没していた二の丸・三の丸の城塁や本丸御殿の基礎が発見される。大手門のあった三の丸に横矢枡形が発見されるなど、縄張りも詳しく判明した。
砲撃の目標となることを防ぐため櫓は建てられていない。また、乱積み・山縣積みなどの伝統的な工法で石積みされた石垣の上に土塁を設けるなど、砲撃戦を意識した城塁が特徴的であり、近世城郭と幕末の台場の構造を組み合わせた近世最終期の城郭である。
2009年（平成21年）までに勝山地区公園として整備を終え、曲輪とその石垣を生かした公園となった。
2018年（平成30年）11月、文化審議会は「幕末期の緊迫した軍事状況や当時の築城技術を知る上で貴重」な史料であるとして「勝山御殿跡」として国の史跡に指定するよう答申した。
2019年（平成31年）2月26日、官報告示により正式に史跡指定された。

## 周辺
勝山御殿跡の周辺には、勝山の他に青山（形山）と四王司山があり、勝山三山のハイキングコースとして市民に親しまれている。青山の山頂には青山城跡がある。
青山城
青山は、勝山の南西方向で尾根続きとなっている。築城年代は不明だが、大永7年（1527年）の勝山青山の戦いで、青山城は陥落したと言われている。その後永禄年間（1560年頃）に、大友氏への備えとして毛利氏が築城（修改築）したと考えられている。頂上付近には、曲輪・石垣・竪堀などが残っている。